# Słostowice
Słostowice – wieś w Polsce położona w województwie łódzkim, w powiecie radomszczańskim, w gminie Gomunice.
W latach 1975–1998 miejscowość administracyjnie należała do województwa piotrkowskiego.
We wsi były kręcone niektóre sceny filmu Prywatne śledztwo w reżyserii Wojciecha Wójcika.